# 萨尔塔古达
萨尔塔古达（西班牙語：Sartaguda）是西班牙纳瓦拉的一个市镇。总面积15平方公里，总人口1321人（2001年），人口密度88人/平方公里。